# Arco-Íris
Arco-Íris är en kommun i Brasilien.   Den ligger i delstaten São Paulo, i den södra delen av landet, 700 km söder om huvudstaden Brasília. Antalet invånare är 1 925. Arean är 263 kvadratkilometer.
Terrängen i Arco-Íris är platt.
Omgivningarna runt Arco-Íris är huvudsakligen savann. Runt Arco-Íris är det glesbefolkat, med 8 invånare per kvadratkilometer.